# Good Move
Good Move is het Gewestelijk Mobiliteitsplan voor het Brussels Hoofdstedelijk Gewest, dat in 2020 door de Brusselse regering werd goedgekeurd. Het definieert het beleid en de te voeren acties op het gebied van mobiliteit in de periode 2020-2030.
Het Good Move-plan volgt de gewestelijke mobiliteitsplannen Iris I (1998) en Iris II (2010) op.
In 2017 begon Brussel Mobiliteit met het opstellen van het plan. Op 4 april 2019 keurde de Brusselse regering-Vervoort II in eerste lezing Good Move goed. Van 17 juni tot 17 oktober 2019 liep het openbaar onderzoek. In juli 2019 nam de nieuwe regering-Vervoort III met minister van Mobiliteit Elke Van den Brandt (Groen) het plan verder op. Het plan werd in september 2019 voorgesteld in het parlement, waar het positief onthaald werd.
Het doel van het plan is de leefomgeving van de Brusselse inwoners te verbeteren en verplaatsingen met duurzame vervoermiddelen te stimuleren (modal shift).

## Uitrol
Good Move kent een stapsgewijze uitrol in de 19 Brusselse gemeenten door middel van circulatieplannen. Good Move werkt met een samenwerkingsinstrument tussen het Gewest en de gemeenten, namelijk het Lokaal Mobiliteitscontract (LMC). 
In 2021 kwamen er circulatieplannen in de gemeenten Schaarbeek (Azaleawijk, Sinte-Mariewijk, Berenkuilwijk), Brussel-Stad (Vijfhoek), Elsene (Flagey-Vijvers), Anderlecht (Kuregem) en Sint-Gillis (Bareel). In 2022 waren dat Sint-Jans-Molenbeek (historisch centrum), Oudergem (Vogelzang), Vorst (Neerstalle), Sint-Lambrechts-Woluwe (Roodebeek) en Jette (Dielegem).
De plannen resulteerden in gewijzigde of nieuwe straten met eenrichtingsverkeer en verkeersfilters.
In veel gemeenten ontstond er echter tegenstand tegen de verandering, tot zelfs protest en vandalisme. Onder meer oppositiepartij PVDA steunde de tegenstand.